# Parafia Matki Bożej Miłosierdzia Ostrobramskiej w Strużynej
Parafia Matki Bożej Miłosierdzia - Matki Bożej Ostrobramskiej w Strużynie – parafia rzymskokatolicka w diecezji elbląskiej. Erygowana 1 marca 1976 roku przez biskupa warmińskiego Józefa Drzazgę.
Na obszarze parafii leżą miejscowości: Strużyna, Niebrzydowo, Borzymowo, Markowo, Złotna. Tereny te znajdują się w gminie Morąg, w powiecie ostródzkim w województwie warmińsko-mazurskim.
Kościół parafialny w Strużynie został wybudowany dla protestantów w latach 1757–1764, poświęcony w 1945 roku.